# Allegany County, New York
Allegany County är ett administrativt område i delstaten New York, USA, med 48 946 invånare (2010). Den administrativa huvudorten (county seat) är Belmont. 

## Geografi
Enligt United States Census Bureau så har countyt en total area på 2 679 km². 2 668 km² av den arean är land och 11 km² är vatten. 

### Angränsande countyn
- Livingston County, New York - nordost
- Steuben County, New York - öster
- Potter County, Pennsylvania - sydost
- McKean County, Pennsylvania - sydväst
- Cattaraugus County, New York - väster
- Wyoming County, New York - nordväst